# Nicole Hise
Nicole Hise (* 26. Juni 1992 in Fürth, Bayern) ist eine deutsche Synchronsprecherin, Dialogbuchautorin, sowie Dialogregisseurin. Sie ist überwiegend in Zeichentrickserien und -filmen, aber auch Realfilmen und -serien zu hören.

## Werdegang
Hise sammelte von 2003 bis 2009 erste Erfahrungen durch Theaterengagement und erhielt von 2006 bis 2008 Schauspielunterricht bei Christian Horneber sowie von 2014 bis 2016 bei Sabine Peeters. Im Jahr 2010 sammelte Hise ihre ersten Erfahrungen als professionelle Synchronsprecherin. Seit 2016 ist sie auch im Bereich Dialogbuch tätig, gefolgt von Dialogregie seit 2017. Zudem moderiert sie seit 2020 den Digital Crime Podcast der deutschen Telekom.

## Synchronarbeiten (Auswahl)

### Filme
- 2010: The Open Door als Angelica Watson
- 2010: Tales Of Vesperia als Hisuka Aiheap
- 2011: Ecstasy als Faye Bass
- 2012: April Showers als Sam
- 2012: .hack//Quantum als Eri Etou
- 2013: Area407 als Trish
- 2013: K-ON! – Der Film als Chika Nojima
- 2015: Barcelona – Eine Sommernacht als Katherine
- 2015: Hexen gibt es nicht als Astra
- 2016: Assassination Classroom als Yada Touka
- 2016: Girls und Panzer: Der Film als Alisa
- 2017: No Game No Life Zero als Lily
- 2023: Spy × Family Code: White als Fiona Frost

### Serien
- 2011: K-ON! in diversen Rollen
- 2012: K-ON!! als Chika Nojima
- 2015: Code37 als Lies
- 2015: Sword Art Online II als Yuuki Konno
- 2015: Akame ga Kill in diversen Rollen
- 2015: Girls und Panzer als Alisa
- 2015: Glitter Force als April / Glitter Grün
- 2015: Skins – Hautnah als Jane
- 2016: Assassination Classroom als Rinka Hayami
- 2016: House of Lies als Captain Megan Dunleavy
- 2017: Assassination Classroom 2 als Rinka Hayami
- 2017: Mia and me – Abenteuer in Centopia als Yuko (Staffel 3, Englisch)
- 2017: Schwarzesmarken als Gretel Jeckeln
- 2018: Kiznaiver als Honoka Maki
- 2022: Spy × Family als Fiona Frost

## Dialogregie & Dialogbuch (Auswahl)
- 2019: Orange (Dialogregie)
- 2019: Spice and Wolf (Dialogbuch)
- 2020: Rent-a-Girlfriend (Dialogbuch)
- 2021: School Days
- 2022: Spy × Family (Dialogbuch)
- 2023: Reborn as a Vending Machine, I Now Wander the Dungeon (Dialogbuch)
- 2024: Alya Sometimes Hides Her Feelings in Russian (Dialogbuch)
- 2024: Spice and Wolf: Merchant Meets the Wise Wolf